# Arnór Atlason
Arnór Atlason (Akureyri, 23 luglio 1984) è un ex pallamanista e allenatore di pallamano islandese.